# Mitochondriální dělení

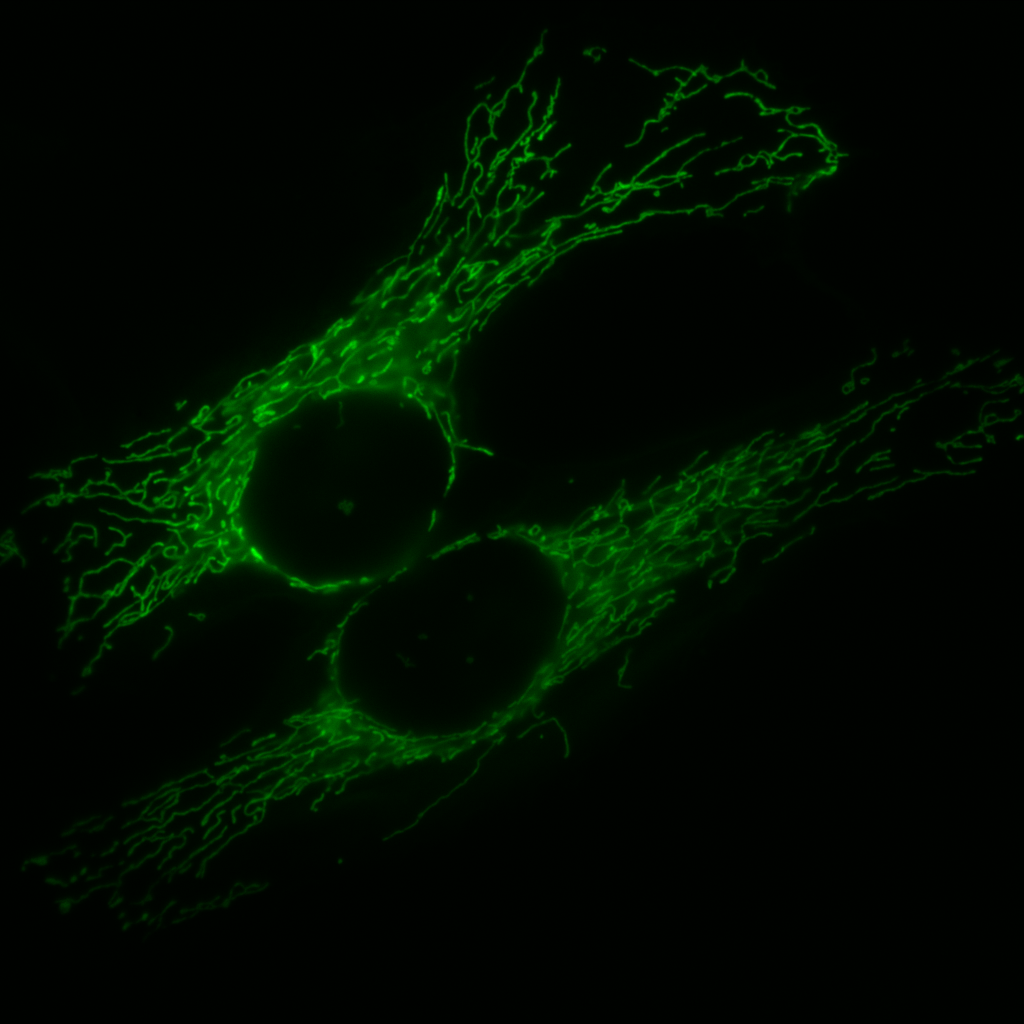
Mitochondriální síť (zeleně) ve dvou lidských buňkách (HeLa buňky).

Mitochondriální dělení je proces, při kterém se mitochondrie rozdělují na dvě samostatné dceřiné mitochondrie. Proti dělení mitochondrií stojí proces mitochondriální fúze, při němž se dvě samostatné mitochondrie spojují v jednu velkou. Mitochondriální dělení a fúze (tzv. mitochondriální dynamika) jsou v buňce vyvážené a mutace narušující tuto mitochondriální dynamiku jsou spojeny s řadou onemocnění. Oba procesy udržují vyváženou mitochondriální síť - zatímco převažující vliv mitochondriálního dělení vede k fragmentovaným mitochondriím, mitochondriální fúze zase vede k prodlouženým mitochondriálním sítím. Mitochondrie se mohou dělit prokaryotickým binárním dělením, a protože ke své funkci potřebují mitochondriální DNA, je dělení koordinováno s replikací DNA. Doposud bylo identifikováno několik proteinů, které se podílejí na mitochondriálním dělení, a některé z nich jsou spojeny s mitochondriálními chorobami. Dělení mitochondrií má významný význam při reakci na stres a apoptózu.

## Mechanismus

### Role proteinu FtsZ
Protein FtsZ (homolog eukaryotického tubulinu), který se vyskytuje u mnoha bakterií a některých archeí, hraje při dělení mitochondrií důležitou roli. Systém Min se zase uplatňuje při lokalizaci a sestavování proteinů FtsZ do prstence kolem středu mitochondrie. Některé proteiny vázané na vnitřní mitochondriální membránu také pomáhají ukotvit tzv. prstenec Z v místě zúžení, kde bude následně probíhat dělení. Prstenec Z funguje jako lešení pro ukládání přepážky a pomáhají mu v tom proteiny FtsW, FtsI a FtsN. Translokáza FtsK pak pomáhá přesunout mtDNA z místa zúžení.

### Role proteinu DRP1
Protein DRP1 je členem dynaminové rodiny velkých GTPáz, je transkribován z genu DNM1L a alternativní sestřih vede k nejméně deseti izoformám DRP1 pro regulaci dělení specifickou pro danou tkáň. DRP1 se podílí na dělení mitochondrií i peroxizomů. Monomer DRP1 obsahuje čtyři oblasti: hlavu, krk, stopku a ocas, přičemž hlavová doména je GTPázová doména G. Jedna interakce rozhraní umožňuje, aby se dva monomery spojily do dimerů, jejichž sestavení je podporováno na hydrofobních místech ve stopkách každého DRP1. Další interakce umožňuje, aby se dva dimery spojily do tetramerů, a třetí interakce umožňuje, aby se tetramery spojily do oligomerů vyššího řádu. DRP1 sice není lokalizován na mitochondriální membráně, ale je schopen se s mitochondriální membránou asociovat prostřednictvím interakcí s několika adaptorovými proteiny. V kvasinkových buňkách (které jsou častým modelem pro studium mitochondriálního dělení) je adaptorový protein Fis1 proteinem vnější membrány a asociuje se s Mdv1 a Caf4, které zase rekrutují Drp1. Protein FIS1 u savců nehraje roli při dělení, ale podílí se na mitofagii. V lidských buňkách existují čtyři adaptorové proteiny pro DRP1: FIS1, MiD49, MiD51 a MFF. Naproti tomu MIEF1 po navázání na DRP1 může zabránit mitochondriálnímu dělení, a tím posunout rovnováhu směrem k fúzi mitochondrií. Regulace DRP1 probíhá prostřednictvím fosforylace jeho zbytků Ser616 a Ser637. Fosforylace Ser616 podporuje aktivitu DRP1, a tedy dělení, zatímco fosforylace Ser637 inhibuje DRP1. Kalcineurin je schopen defosforylovat místo Ser637, což je aktivováno zvyšující se hladinou vápenatých iontů.

### Role kontaktních míst mitochondrie-ER
Mitochondrie tvoří kontaktní místa s endoplazmatickým retikulem (ER), která představují prekonstrikční oblasti, které jsou nezbytné, ale nedostatečné k tomu, aby mohlo proběhnout mitochondriální dělení. Invertovaný formin 2 (INF2), protein lokalizovaný na ER a s pomocí SPIRE1C lokalizovaného na mitochondriích, způsobuje polymerizaci aktinu v místech, kde se svazky aktinu diagonálně kříží a rekrutují myosin II, který pomáhá lokalizovat DRP1 na mitochondrie. Aktinové svazky jsou zásobárnou proteinů DRP1 a jejich polymerizace pomáhá zajistit zásobu proteinů DRP1, které se mohou shromáždit na mitochondriích. Polymerace aktinu také pomáhá spustit příliv vápenatých iontů z ER do mitochondrií, což vede k defosforylaci zbytku Ser637 na DRP1 a následně k rozštěpení vnitřní mitochondriální membránu. DRP1 nejčastěji vytváří kolem mitochondriální membrány prstence 16 monomerů, a to následně membránu hluboce zúží. Několik 16jednotkových kruhů DRP1 se může sestavit a vytvořit šroubovicové struktury, které tubulizují mitochondriální membránu. V blízkých kruzích DRP1 dojde k interakcím mezi jejich G doménami (neboli G-G interakcím). Interakce G-G mění polohu katalytických míst a způsobují hydrolýzu GTP a hydrolýza GTP vede ke konformačním změnám, které dále napomáhají konečnému oddělení v místě zúžení a vzniku dvou různých mitochondrií. Přesný proces, při kterém dochází ke konečnému oddělení, není dosud zcela objasněn.

### Role dalších organel
Fosfatidylinositol-4-fosfát, PI(4)P, musí být dodán do mitochondriální membrány a je nezbytný pro průběh dělení. Jedním ze způsobů dodávky PI(4)P do kontaktních míst mitochondrie-ER je z Golgiho aparátu. Golgiho aparát obsahuje na svých membránách lokalizované proteiny ARF1, které jsou schopny rekrutovat kinázy, jež spouštějí syntézu PI(4)P, jenž je pak prostřednictvím vezikul dopraven do míst kontaktu mitochondrie s ER. Lyzozomy se také často podílejí na dělení mitochondrií, ale nejsou pro něj nezbytné. Kontakt mezi mitochondriemi a lyzozomy je možný, protože protein Rab7 může vytvářet asociace jak s lyzozomy, tak s proteinem zabudovaným na vnější mitochondriální membráně zvaným TBC1D15. Předtím, než dojde k dělení, se Rab7 disociuje od lyzozomů hydrolyzací GTP. Dochází také ke kontaktu mezi ER a lysozomy a tyto kontakty rovněž závisí na Rab7. Podskupina těchto kontaktů je rovněž zprostředkována proteinem 1L (ORP1L), který je příbuzný s proteinem vázajícím oxysterol. ORP1L vytváří asociace s lysozomy prostřednictvím Rab7 a také vytváří asociace s ER prostřednictvím proteinů asociovaných s VAMP (VAP). Celkově tak dochází k trojstrannému kontaktu mezi mitochondriemi, ER a lyzozomy. ER rekrutuje lyzozomy až poté, co již byl rekrutován Drp1 (zatímco Drp1 sám je rekrutován poté, co dojde k prekonstrikci). ORP1L je také nutný pro přenos PI(4)P z lyzozomů do mitochondrií. PI(4)P je tedy do mitochondrií dodáván jak z Golgiho aparátu, tak z lyzozomů, a je možné (i když v současné době není známo), že obě organely poskytují PI(4)P pro různé účely během dělení nebo v různých fázích procesu, nebo zda přispívají PI(4)P pro zcela odlišné formy mitochondriálního dělení.

### Dělení periferních a středních oblastí
Nejnovější poznatky naznačují, že mitochondrie procházejí dvěma různými mechanismy dělení. V protáhlé mitochondriální síti se mitochondrie mohou dělit v blízkosti středu (ve střední zóně) nebo směrem k jednomu ze dvou konců (na periferii). Dělení ve střední zóně a dělení na periferii v mitochondriálních sítích se nejspíše podílí na dvou různých buněčných činnostech. Dělení ve střední zóně je podporováno biogenezí, kdy se buňka množí a je potřeba více mitochondrií. Periferní dělení naopak vede k odstranění poškozených mitochondriálních jednotek ze sítě vytvořené na periferii, přičemž tyto mitochondrie jsou určeny k autofagii (nebo mitofagii), určené ke zničení. Zdá se, že perifernímu dělení předchází zvýšená koncentrace reaktivních forem kyslíku a snížený membránový potenciál a pH. Tyto dva typy dělení jsou zřejmě regulovány různými molekulárními mechanismy. Zdá se, že adaptorový protein FIS1 je adaptorovým proteinem, který rekrutuje DRP1 při periferním dělení, zatímco adaptorový protein MFF je adaptorovým proteinem, který rekrutuje DRP1 při dělení ve střední zóně. Na druhou stranu se zdá, že MiD49 a MiD51 se podílejí na obou formách dělení. Kromě toho se lysozomální kontaktní místa s mitochondriemi objevují pouze během periferního dělení.

## Související
- Mitochondrie
- Mitochondriální fúze
- Binární dělení
- Kontaktní místa mitochondrie-ER